# Janka Keseg Števková
Janka Keseg Števková (nascida em 4 de fevereiro de 1976) é uma ciclista eslovaca. Ela representou sua nação nos Jogos Olímpicos de Verão de 2012, na prova de cross-country, terminando em 21º lugar.